# ジュゼッペ・ミラーリア (水上機母艦)
|           |                                                                                              |
| 艦歴      |                                                                                              |
| 発注      | ラ・スペツィア造船所に商船「チッタ・ディ・メッシーナ（Citta di Messina）」として発注         |
| 起工      | 1921年3月5日                                                                                 |
| 進水      | 1923年12月20日進水後、イタリア海軍が購入。                                                   |
| 就役      | 「ジュゼッペ・ミラーリア」として1924年から1925年にかけて水上機母艦へと改装、1927年11月に就役 |
| 退役      |                                                                                              |
| その後    | 1943年9月に降伏、マルタで潜水艦母艦として使用。1950年7月15日解体処分。                       |
| 除籍      | 1950年                                                                                       |
| 前級      | エウローパ                                                                                   |
| 次級      | -                                                                                            |
| 性能諸元  |                                                                                              |
| 排水量    | 常備：5,400トン 満載：5,913トン                                                              |
| 全長      | 121.0m                                                                                       |
| 水線長    | 115.0m                                                                                       |
| 全幅      | 15.0m                                                                                        |
| 吃水      | 5.82m                                                                                        |
| 機関      | ヤーロー式重油専焼水管缶8基 ＋パーソンズ式ギヤード・タービン2基2軸推進                       |
| 最大 出力 | 12,000hp                                                                                     |
| 最大 速力 | 21.0ノット                                                                                   |
| 航続 距離 | -ノット/-海里                                                                                |
| 燃料      | 重油：430トン                                                                                |
| 乗員      | 196名                                                                                        |
| 兵装      | ヴィッカーズ 1915年型 10.2cm（35口径）単装速射砲4基 13.2mm（-口径）単装機銃12丁              |
| 航空 兵装 | 水上機：20機 カタパルト：2基 クレーン4基                                                     |
| 装甲      | 甲板：80ｍｍ 舷側：70ｍｍ                                                                    |

ジュゼッペ・ミラーリア (Giuseppe Miraglia) は、イタリア海軍が保有した水上機母艦。
同海軍が就役させた3番目の水上機母艦である。
貨客船を改造して航空機の運用能力を付与した補助艦艇で、補助航空母艦として扱われたこともあった。
艦名は、イタリア海軍のパイロットだったジュゼッペ・ミラーリアに由来する。
イタリア軍は戦間期に航空母艦の建造をおこなわず、第二次世界大戦でも貨客船からの空母改造が間に合わなかったので、本艦はこの期間におけるイタリア海軍の希少な航空機（水上機）母艦であった。第二次世界大戦終結後の講和条約（イタリア平和条約）における分類は、補給艦。

## 概要

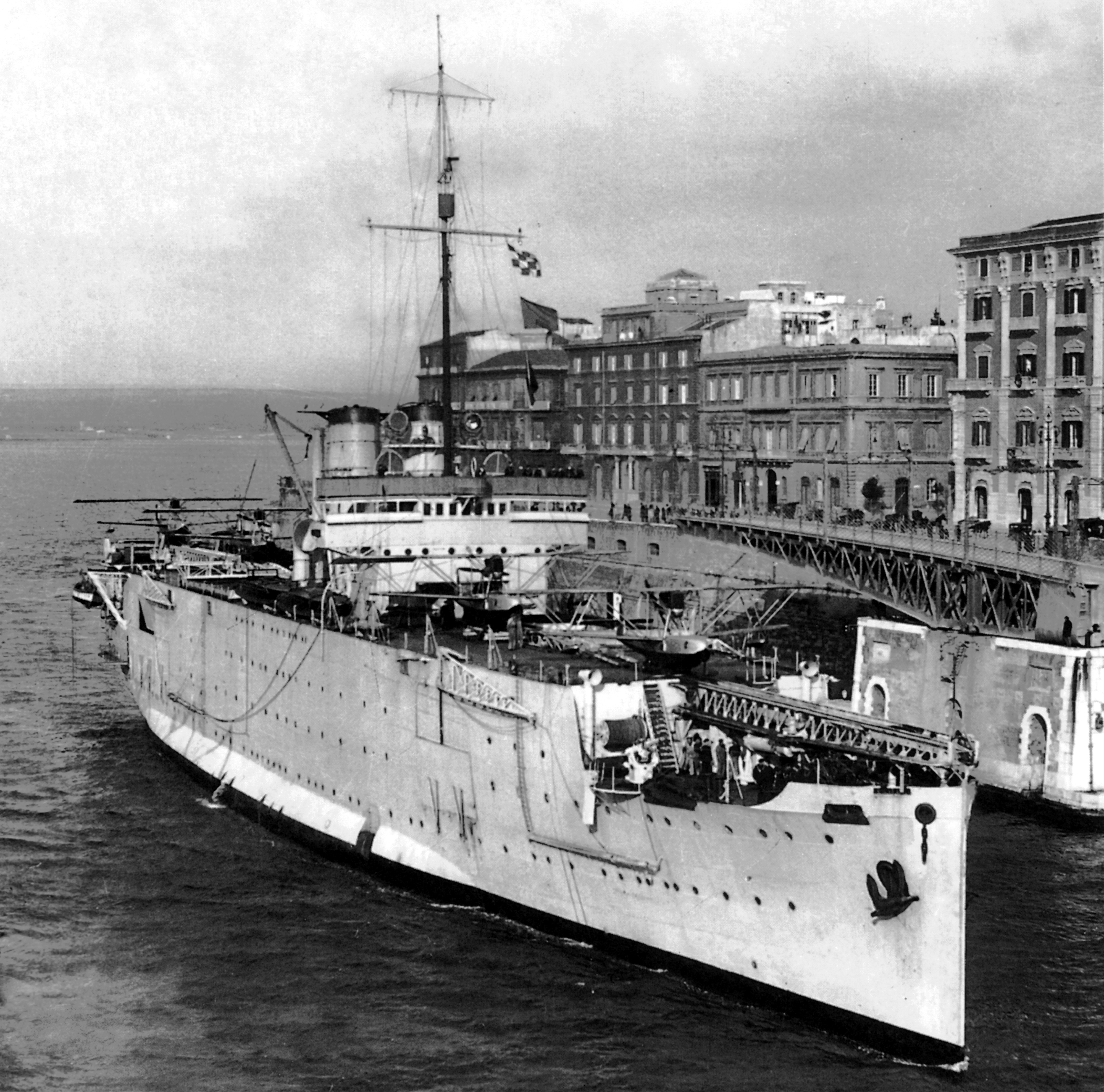
タラント港にて艦首から撮られた本艦。水線部に新設されたバルジの形状が良く判る写真。

本艦は1920年代に沿岸基地の雷撃・爆撃機隊の強化のために戦闘部隊に随伴させる水上機母艦1隻を整備する研究が行われ、実際に1921年～1922年度計画において7,000トンの水上機母艦の建造を議会に提案したが却下された。しかし、この頃に国立鉄道会社が1920年に発注した定期航路用客船4隻が予算不足から売りに出されたのである。さらに1916年8月にターラントで爆沈したカブール級弩級戦艦「レオナルド・ダ・ヴィンチ」の船体を浮揚したもの、復旧を断念したことにより予算面で余裕が生じた。この資金を利用してイタリア海軍は4隻の客船を購入し、それぞれ潜水母艦「ヴォルタ」と「アントニオ・パチノッティ」、王室ヨット「サボイア」と改名・就役させた。そしてアルセナーレ社ラ・スペツィア造船所に発注された商船「チッタ・ディ・メッシーナ (Citta di Messina) 」を取得して、水上機母艦「ジュゼッペ・ミラーリア」として完成させた。
なお本艦は改装中の1925年に荒天時に転覆事故を起こしてしまった。復元能力の改善のために舷側部にプリエーゼ式水雷防御を追加する工事をおこない、1927年11月1日に就役した。

## 艦形

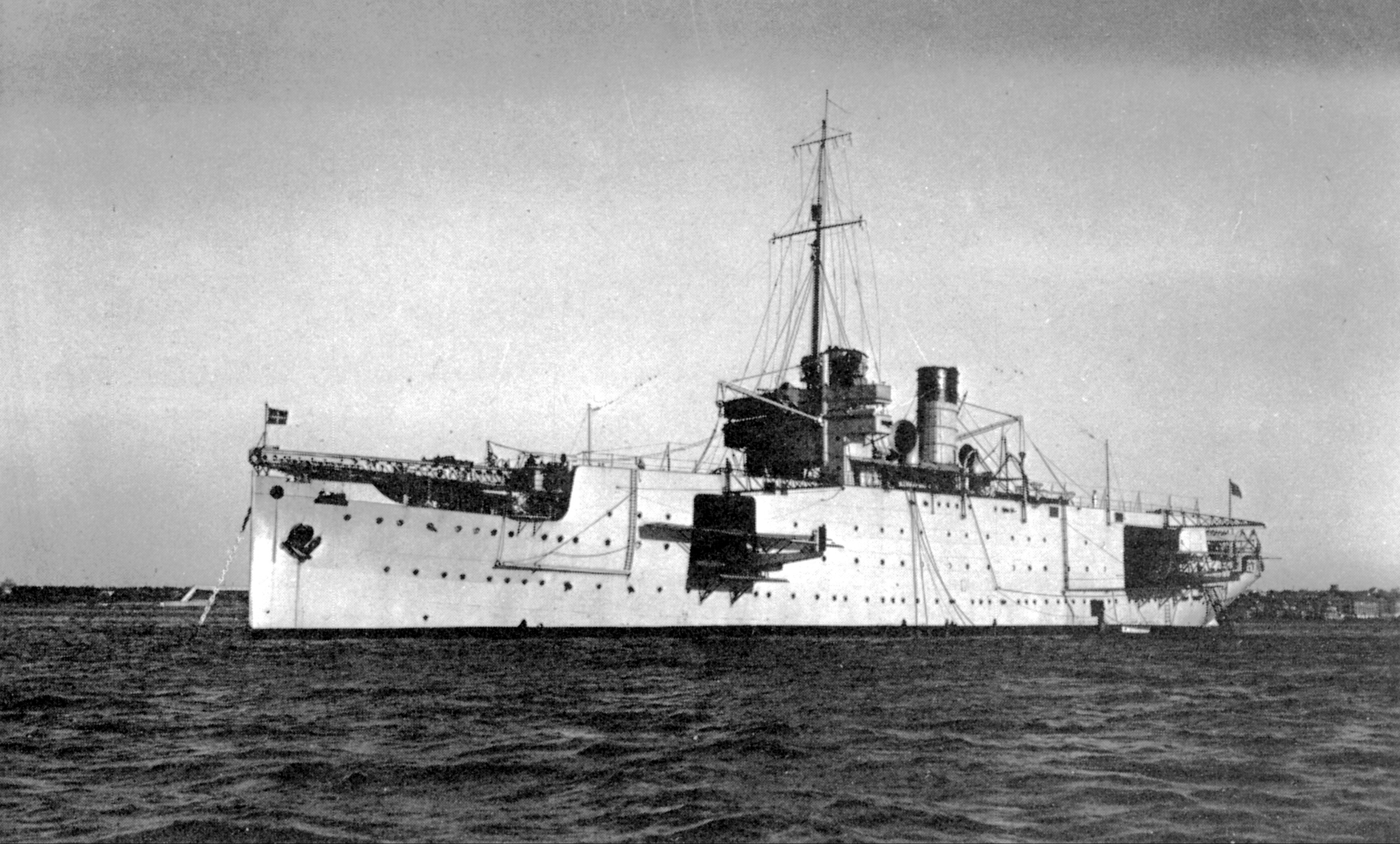
1932年に撮られた本艦。舷側のシャッターへ水上機を格納中の写真。

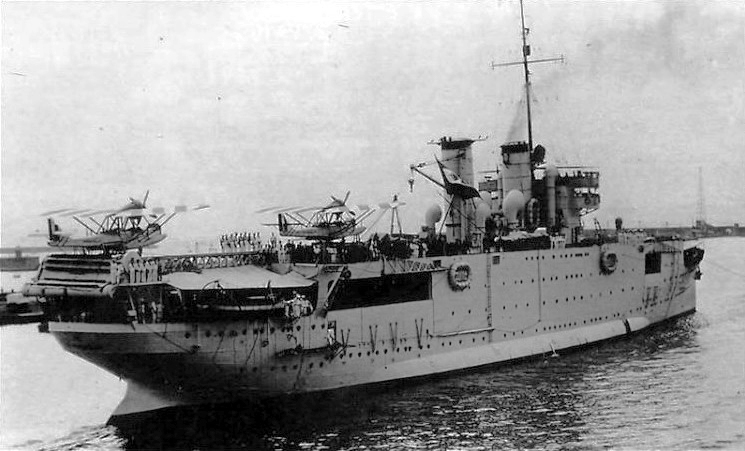
艦尾から撮られた本艦。商船型の艦尾から上の後部甲板にロール状の着水幕が設置されているのに注意。

フランス海軍の新型水上機母艦「コマンダン・テスト」（1931年就役）を小型化したような艦型である。
本艦の船体形状は商船として設計された状態を色濃く残しており、船首・船尾楼のあいだに高い上部構造物を設けて上面を飛行甲板・その下を格納庫スペースとした。船体中央部に上部構造物が集中配置され、操舵艦橋の両脇に船橋（ブリッジ）が設けられ、簡素な単脚式のマストと2本煙突が立っている以外はフラットな形状である。2番煙突を基部としてデリック式のクレーンが設置されておりハッチを介して搭載機の揚収が可能であった。
格納庫は全通ではなく、船体中央部に8つのボイラーを配置する機関区があるため、水上機を格納する格納庫は前後の2か所に分かれていた。艦載機は甲板上の前部甲板の右舷側と後部甲板の左舷側の2か所に開けられたシャッターと、側面に設けられた計4つのシャッターからクレーンにより甲板に揚げられた。前部格納庫が小型機（水上機）用で後部格納庫が大型機（小型飛行艇）用で計20機が搭載できた。
主武装の10.2cm速射砲は格納庫のない船体の前後に2基ずつ計4基が配置された。水上機母艦へと改装された事で重量が増加したため、船体の側面には浮力確保のためにバルジが追加された。
艦載機の発艦は、前後の甲板上に1条ずつ設置されたレールと台車により、艦首と艦尾に設置されたガグノット式カタパルトによる射出をおこなう。艦前部のカタパルトは小型機用で、艦後部のカタパルトはやや大型で小型飛行艇にも対応する。カタパルトを使用しない場合、船体の四か所に設置された揚収用クレーン4基による海上滑走により水上機を運用する事もできた。艦中央部に艦橋と煙突があるので（上述）最上甲板に着艦することは出来ず、海面に着水して揚収する方法が採用した。
イタリア海軍の巡洋艦には（ザラ級重巡洋艦など）、艦首カタパルトを有し、艦首上甲板下に航空機格納庫を有するタイプが存在する。本艦で得られた経験やデータを参考にした可能性がある。
就役後にフランス製のハイン式着水幕を1935年に導入してマッキM5やM7などの飛行艇に用いてテストされたが期待した成果が得られず1938年に撤去された。

### 搭載機変遷
- 1931年：計17機。マッキM18水上偵察機11機、マッキ7ter水上戦闘機6機[22]
- 1935年：計18機。マッキM18水上偵察機9機、ピアッジョP6水上戦闘機9機[23]。

## 艦歴
改装工事は1925年から始まり、1927年に就役した。イタリア王国はムッソリーニ首相の指導下でイタリア王立空軍の充実に尽力し、イタリア王立海軍の航空部門は、アメリカ海軍航空隊や日本海軍航空隊と比較して明らかに弱小であった。
1935年10月、イタリア王国とエチオピア帝国の間で第二次エチオピア戦争が勃発すると、航空機の輸送任務に就いた。スペイン内戦では、人員や兵器の輸送任務に用いられた。1937年4月27日、イタリア王立海軍の潜水艦2隻と共にスエズ運河を航行中、ジョージ6世戴冠記念観艦式に参加するためイギリスにむかっていた日本海軍の重巡「足柄」に遭遇した 。双方は登舷礼をもってすれ違った。足柄は「ジュゼッペ・ミラーリア」を撮影しており、記録映画『怒涛を蹴って　軍艦足柄渡欧日誌』では本艦について「イタリアの潜水母艦」と解説している。
1939年になると、イタリア王国とアルバニア王国の関係が悪化した。4月上旬、イタリア軍はアルバニアに侵攻し、保護国（傀儡政権）としてのアルバニア王国（イタリア保護領アルバニア）が樹立した。事実上の併合であった。このアルバニア侵攻にともない生起したドゥラスの戦いで、ザラ級重巡洋艦などに護衛された本艦はアドリア海を横断し、ドゥラスへの輸送と揚陸に成功した。本作戦では、本艦の容積に着目したイタリア海軍により、イタリア王立陸軍の戦車を搭載し、現地にて舷側開口部からデリックにて陸揚げするという戦車揚陸艦として運用され、話題となった。
なおイタリア王国のアルバニア進駐では、イタリアのサンレーモに停泊していたイギリス戦艦「ウォースパイト」が急遽出動し、イギリス地中海艦隊やフランス地中海艦隊が警戒配備につくなど、地中海情勢は緊迫化したが戦争には発展しなかった。
1939年9月の第二次世界大戦勃発時、イタリア王国はナチス・ドイツの同盟国だったが、中立を宣言した。1940年6月、イタリア王国は連合国に対して宣戦布告した。本艦は戦艦「ジュリオ・チェザーレ」と共に第一戦隊に所属し、航空機の輸送任務に就いていた。タラント空襲時は湾内に停泊していたものの、被害を受けなかった。1942年5月にRe2000の台車を用いたカタパルト射出テストに用いられた。
1943年9月8日、カッシビレ休戦協定締結によるイタリアの降伏により、イタリア艦隊は英地中海艦隊の根拠地英領マルタに向けて移動、ヴェネツィアにいた本艦もマルタ島に辿りついた（イタリア艦隊の連合国への引渡し）。その後はIMAM Ro.43（IMAM Ro.43）数機を搭載して哨戒任務に就いた。第二次世界大戦終了時には、戦地からの帰還兵の輸送に用いられた。
大戦後イタリア海軍は海軍再建を検討し、護衛空母2隻程度の保有が認められないか期待したものの、1947年2月の連合国との講和条約において空母の保有が禁止されてしまった。しかし旧型で小型な水上機母艦であった「ジュゼッペ・ミラーリア」は、補給艦として保有を許された。本艦は、世界大戦終結後も航空支援艦（Nave-appoggio aerie）として海軍に在籍し続けた。なお工作艦としても用いられたという。その後、魚雷艇乗員の為のハルクとして用いられたが、老朽化にともない1950年7月8日に退役した。

### 注
1. ↑  海軍技術士官・艦艇研究家の福井静夫は『世界空母物語』でジュゼッペ・ミラグリアと表記している[2]。
2. ↑  【伊太利】[4]　飛行機運搬艦ジューセッペ・ミラグリア（一九二七年竣工）排水量五四〇〇噸、時速二一節半。大型機四臺、小型機十六臺を舶載し何時にても修理し得る用意あり、且つ飛程甲板の兩端にカタパルトを装着す。
3. ↑  イタリア海軍最初の水上機母艦は、第一次世界大戦時に運用していた「エウローパ」である[5]。ほかに旧式巡洋艦「エルバ（英語版、イタリア語版）」を水上機母艦に改造していた。
4. ↑  列國航空母艦一覽表　第八表　昭和四年九月一日調[7]〔 伊國｜▲Giuseppe - Miraglia.｜5,315｜21.5｜水上飛行機　約20｜「スベチヤ」ニテ建造中ノ汽船ヲ補助航空母艦ニ改造セルモノ「カタパルト」二基ヲ有ス 〕（備考）▲ハ軍備制限條約規定ノ航空母艦ニ該当セサルモノナリ
5. ↑  （中略）ほんとの航空母艦と水上機母艦[10]　ウソの航空母艦があるわけではないがワシントン會議やロンドン會議で航空母艦と定められたものは飛行機の發着が自由に出來る飛行甲板のあるのを航空母艦といふのであつて、そういふ飛行甲板がなくて飛行機を積んで居るのは補助航空母艦とでもいふのである。故にほんとの航空母艦では艦上機といつて陸上機と同じやうに車輪を持つた飛行機を用ゐ、それで飛行甲板を陸上飛行場のやうに滑走して出發し又この甲板へ降りて來て止まるのである。
　飛行甲板のない航空母艦は主に水上機（陸上機の車輪の代りに浮舟を持つたもの）を用ゐ之を艦のデリック（ボートを揚げ卸しする時に使ふもの）で吊して水上へ卸し水上を滑走して飛揚する、歸つて來るときは先づ水の上へ降りてそれから前のデリツクで艦の内の収めるのである。であるから水上機の母艦である水上機の母艦で射出機即ちカタパルトを備へデリックで水上へ卸す代りに艦上から空中へ飛行機を打ち出すものもある（記事おわり）
6. ↑  ◎伊國軍艦爆沈[15]▲巴里▼ ツリン電報によれば伊國新式超ド級戰艦レオナド、ダ、ベンヌ号はタラント港にて臺所より發火し機關室に移り爆發して沈没せり。乗組員三百名溺死を遂げたるが、同艦は千九百十三年の建造にか〃り、二万二千三百三十噸にして千人の乗組員ありたりと（記事おわり）
7. ↑  足柄任務報告四ノ一（中略）[25]　四、紅海北上ノ途次二十七日英スループ、ウエストンニ囘航禮砲ヲ交驩シ又運河ニ於テ伊國潜水艦二隻 DELFINS NARVALS 及ビ水上機母艦 GIUSEP-PEIMIRAGLIA ノ南下スルニ會ス右伊艦ハマツサワ方面ニ向フモノノ如シ。
8. ↑  日本陸軍における特種船（神州丸、あきつ丸）のようなもの[31]。